# Superettan (Schach)
Die Superettan ist die zweithöchste Spielklasse im schwedischen Mannschaftsschach. Sie wurde zur Saison 2007/08 eingeführt.

## Organisationsform
Der Superettan gehören 10 Mannschaften an, die ein einfaches Rundenturnier bestreiten. Über die Endplatzierung entscheidet zunächst die Anzahl der Mannschaftspunkte (zwei Punkte für einen Sieg, ein Punkt für ein Unentschieden, kein Punkt für eine Niederlage), anschließend die Anzahl der Brettpunkte (ein Punkt für eine Gewinnpartie, ein halber Punkt für eine Remispartie, kein Punkt für eine Verlustpartie). Die beiden Ersten steigen in die Elitserien auf, allerdings sind Mannschaften von Vereinen, die bereits in der Elitserien vertreten sind, nicht aufstiegsberechtigt. Die beiden Letzten steigen in die Division I ab; die Sieger der vier Staffeln der Division 1 spielen in einer Qualifikation die beiden Aufstiegsplätze zur Superettan aus (bis zur Saison 2011/12 stiegen die vier Letzten aus der Superettan ab und die Sieger der Staffeln der Division I direkt in die Superettan auf).
Die Mannschaftsaufstellungen müssen grundsätzlich nach der Elo-Zahl erfolgen, allerdings darf ein Spieler maximal zwei Bretter höher oder tiefer eingesetzt werden. Pro Wettkampf darf eine Mannschaft höchstens zwei Ausländer einsetzen.
Die Bedenkzeit beträgt 90 Minuten für die ersten 40 Züge und 30 Minuten bis zum Partieende; ab dem ersten Zug erhält jeder Spieler zudem eine Zeitgutschrift von 30 Sekunden pro Zug bis zum Ende der Partie.

## Sieger der Superettan
| Saison  | 1. Platz                             | 2. Platz                |
| ------- | ------------------------------------ | ----------------------- |
| 2007/08 | SK Rockaden Stockholm II. Mannschaft | Örgryte SK              |
| 2008/09 | SK Rockaden Umeå                     | Wasa SK                 |
| 2009/10 | Örgryte SK                           | Solna Schacksällskap    |
| 2010/11 | SK Rockaden Umeå                     | Burgsvik Alva SK        |
| 2011/12 | Burgsvik Alva SK                     | Örgryte SK              |
| 2012/13 | Upsala ASS                           | Farsta SK               |
| 2013/14 | Solna Schacksällskap                 | Kungstornet             |
| 2014/15 | Burgsvik Alva SK                     | Schacksällskapet Manhem |
| 2015/16 | Malmö AS                             | SK Rockaden Umeå        |
| 2016/17 | Stockholms Schacksällskapet          | Upsala ASS              |
| 2017/18 | Wasa SK                              | Västerås Schackklub     |
| 2018/19 | Växjö SK                             | Burgsvik Alva SK        |
| 2019/20 | Kungstornet                          | Team Pelaro Alingsås SS |

## Aufsteiger in die Elitserien
Im Allgemeinen sind die beiden Erstplatzierten die Aufsteiger in die Elitserien, Ausnahmen gab es in den folgenden Jahren:
- 2008: Da die zweite Mannschaft des SK Rockaden Stockholm nicht aufstiegsberechtigt war, stieg der Farsta SK als Drittplatzierter in die Elitserien auf.
- 2009: Durch den Rückzug der Skara Schacksällskap aus der Elitserien stand der Superettan ein weiterer Aufstiegsplatz zur Verfügung, der an den Viertplatzierten Eksjö-Aneby-Alliansen ging (auf dem dritten Platz landete die nicht aufstiegsberechtigte zweite Mannschaft des SK Rockaden Stockholm).
- 2011: Da die Elitserien zur Saison 2011/12 von 12 auf 10 Mannschaften reduziert wurde, stieg mit dem SK Rockaden Umeå nur eine Mannschaft auf.
- 2018: Durch die Rückzüge von Malmö AS und des SK Team Viking aus der Elitserien standen der Superettan zwei weitere Aufstiegsplätze zur Verfügung, die an den Drittplatzierten SK Rockaden Umeå und den Viertplatzierten Schack 08 Norrköping gingen.